# وزنر
وَزنِر (یا وزه نِز یا واجِنِج یا شاید وِنِگبو) فرعونی پیش‌دودمانی در مصر باستان بود که بر دلتای رود نیل فرمانروایی می‌کرد. نام او به همراه چند تن از پادشاهان مصر سفلی در سنگ پالرمو ذکر شده است. از او اطلاعات بسیار کمی وجود دارد و احتمال دارد یک پادشاه اساطیری یا خیالی باشد. 